# Menemerus lesnei
Menemerus lesnei är en spindelart som beskrevs av Roger de Lessert 1936. Menemerus lesnei ingår i släktet Menemerus och familjen hoppspindlar. Inga underarter finns listade i Catalogue of Life.